# سالزکامرگوت

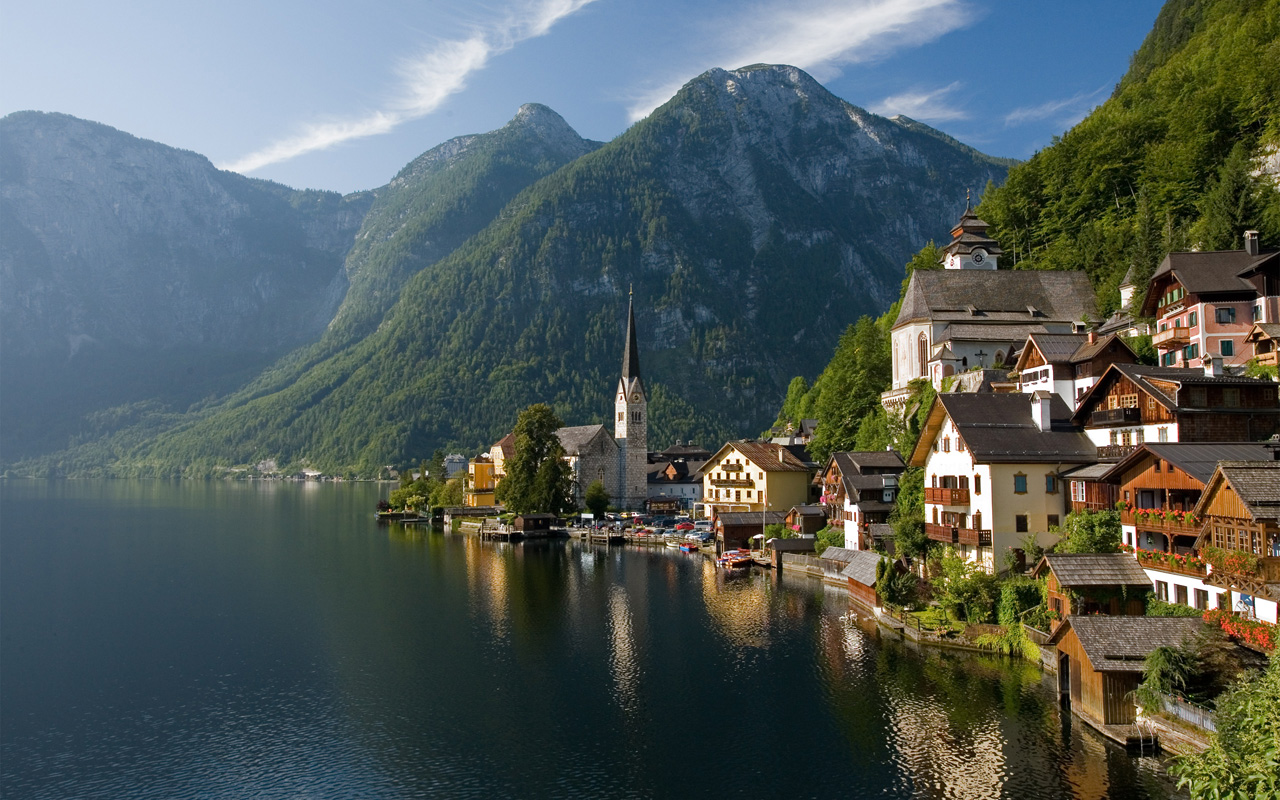
نمایی از هال‌اشتات

سالزکامرگوت (انگلیسی: Salzkammergut) یک منطقه گردشگری و تفریحی در زالتسبورگ است. این تفرجگاه جزء میراث جهانی یونسکو و جاذبه‌های گردشگری اتریش به‌شمار می‌آید.